# Ágios Matthaíos
Ágios Matthaíos (Agios Mathaios) är en ort i Grekland.   Den ligger i prefekturen Nomós Kerkýras och regionen Joniska öarna, i den västra delen av landet, 400 km nordväst om huvudstaden Aten. Ágios Matthaíos ligger 109 meter över havet och antalet invånare är 1 088. Den ligger på ön Korfu.
Terrängen runt Ágios Matthaíos är kuperad åt nordost, men åt sydost är den platt. Havet är nära Ágios Matthaíos åt sydväst. Runt Ágios Matthaíos är det ganska tätbefolkat, med 104 invånare per kvadratkilometer. Närmaste större samhälle är Korfu, 14,5 km norr om Ágios Matthaíos. I omgivningarna runt Ágios Matthaíos växer i huvudsak blandskog.